# Cresta del Lago
El topónimo Cresta del Lago es la traducción del nombre de un pico montañoso llamado Maja Jezercë en albanés y Језерски врх (Jezerski vrh) en serbio. Es la cumbre de los montes Prokletije y el punto más alto de los Alpes Dináricos: se eleva a 2.694 m sobre el nivel del mar. Forma parte de la región de Malësi e Madhe, en la Albania septentrional, que limita con Montenegro. 
Es un gran pico rocoso de caliza dolomítica, con apenas vegetación, que se alza a 5 km de la frontera de Montenegro, entre los valles de Valbona, al este y el del río Shala, al oeste. Excepto algunas zonas del norte del Maja Jezercë, el macizo Prokletije forma parte de los parques nacionales de Tehti y de Valbona.

## Topología, geografía y climatología
Al norte, este y oeste de la cima se halla un gran circo glaciar en forma de U, formado en el último periodo glacial, remanente de la glaciación Würm I del Pleistoceno: el glaciar de mayor extensión cubre un área de unas 5,4 hectáreas. El Buni i Jezercës, que es el glaciar septentrional, está a una altitud de entre 1980 y 2100 metros y mide unos 400 metros de largo. Al este, hay dos glaciares activos más pequeños. En invierno se producen grandes nevadas, sobre todo en las vertientes occidentales. Solo en los años de sequía se derrite la nieve de las superficies más expuestas.